# Avyttring
Avyttring eller desinvestering är en innehavsminskning av tillgångar för finansiella, sociala, etiska eller politiska mål eller försäljning av ett befintligt företag av ett moderföretag. En avyttring är motsatsen till en investering. 

## Mål

### Avyttring för sociala mål i urval
Exempel på avyttring för sociala mål inkluderar: 
- Avyttring från Israel, en rörelse av kritiker av Israel (sedan 1920-talet). Se även BDS.
- Avyttring från Sydafrika under apartheideran (1960-1990-talet)
- Avyttring av tobaksindustrin, samordnad av NGO:s tobaksfria portföljer (sedan 2000-talet)
- Avyttring av fossilt bränsle med anledningen på den globala uppvärmningen, koordinerad av NGO 350.org (sedan 2010-talet)
- Avyttring av stora boskap som svar på miljöförstöring, djurlidande och oro för människors hälsa, samordnat av NGO Feedback Global.[1]